# Storm Thorgerson
Storm Elvin Thorgerson (Potters Bar, Hertfordshire, Inglaterra,  28 de febrero de 1944 – 18 de abril de 2013) fue un diseñador gráfico británico, reconocido por ser miembro del grupo de diseño artístico Hipgnosis, en el que diseñó algunas de las más conocidas cubiertas de discos y sencillos. Sus diseños más conocidos fueron los que realizó para Pink Floyd y, en particular, la realizada para su álbum The Dark Side of the Moon. También trabajó con otros grupos como Led Zeppelin, Black Sabbath, Scorpions, Genesis, Europe, Dream Theater, The Cranberries, The Mars Volta, Muse y Biffy Clyro.
La mayor parte de sus diseños tienen elementos propios del surrealismo, extrayendo elementos de su contexto habitual, deformando realidades a través de montajes visuales o ubicándolos en inmensos espacios oníricos. Estas escenas impactantes y directas fueron especialmente valoradas en el negocio discográfico lo que permitió que, a través de Hipgnosis o bien individualmente, Thorgerson diseñara las portadas de algunos de los más importantes trabajos discográficos desde los años 60 hasta nuestros días.

## Trabajos

### Con Hipgnosis
- 10cc: How Dare You! (1975), Deceptive Bends (1977)
- AC/DC: Dirty Deeds Done Dirt Cheap (1976)
- Black Sabbath: Technical Ecstasy (1976)
- Peter Gabriel: Peter Gabriel I (1977), Peter Gabriel II, (1978) Peter Gabriel III (1980)
- Genesis: The Lamb Lies Down on Broadway (1974) , "A Trick of the Tail" (1976), "Wind & Wuthering" (1976)
- David Gilmour: David Gilmour (1978)
- Led Zeppelin: Houses of the Holy (1973), Presence (1976), In Through the Out Door (1979)
- Nick Mason: Fictitious Sports (1981), The Nice Elegy (1971)
- Pink Floyd: A Saucerful of Secrets (1968), Music from the Film More (1969), Ummagumma (1969), Atom Heart Mother (1970), Meddle (1971), Obscured by Clouds (1972), The Dark Side of the Moon (1973), Wish You Were Here (1975), Animals (1977), A Collection of Great Dance Songs (1981) (bajo el pseudónimo de TCP - Thorgerson, Christopherson y Powell) "A Momentary Lapse of Reason" (1987), "The Division Bell" (1994)
- Emerson, Lake & Palmer: Trilogy (1972)
- Quatermass: Quatermass (1970)
- Styx: Pieces of Eight (1978)
- Yes: Going for the One (1977), Tormato (1978)

### Trabajos en solitario
- Anthrax: Stomp 442 (1995)
- Audioslave: Audioslave (2002)
- Catherine Wheel: Chrome (1993), Happy Days (1995), Like Cats and Dogs (1996), Adam And Eve (1997), Wishville (2000)
- Biffy Clyro: Puzzle (2007), "Saturday Superhouse" (2007), "Living is a Problem Because Everything Dies" (2007), "Folding Stars" (2007), "Machines" (2007)
- The Cranberries: Bury the Hatchet (1999), Wake up and Smell the Coffee (2001), «Analyse» (2001)
- Bruce Dickinson: Skunkworks (1996)
- Dream Theater: A Change of Seasons (1995), Falling Into Infinity (1997), "Once In A LIVEtime" (1998), "5 Years in a LIVEtime" (1998)
- Ian Dury and The Blockheads: Mr. Love Pants (1998), Ellis, Beggs, & Howard Homelands (1989)
- Ethnix: Home Is Where The Head Is (2002)
- Europe: Secret Society (2006)
- David Gilmour: About Face (1984), Blue Light and All Lovers Are Deranged music videos (1984), David Gilmour in Concert DVD (2002)
- Helloween: Pink Bubbles Go Ape (1991)
- The Mars Volta: De-Loused in the Comatorium (2003), Frances The Mute (2005)
- Mike Oldfield: Earth Moving (1989)
- Muse: Absolution (2003), "Butterflies and Hurricanes" single (2004), Black Holes and Revelations (2006) Uprising single (2009)
- Alan Parsons: Try Anything Once (1993), On Air (1996), The Time Machine (1999)
- Pink Floyd: A Momentary Lapse of Reason (1987), Learning To Fly music video (1987), Delicate Sound of Thunder (1988), Shine On (1992), The Division Bell (1994), High Hopes music video (1994), P•U•L•S•E (1995), Is There Anybody Out There? The Wall Live 1980-1981 (2000), Echoes: The Best of Pink Floyd (2001)
- Rainbow: Bent Out of Shape (1983), Street of Dreams music video (1983)
- The Offspring: Splinter (2003)
- The Pineapple Thief: Someone Here Is Missing (2010), Show A Little Love EP (2010)
- Thornley: Come Again (2004)
- Umphrey's McGee: Safety In Numbers (2006), The Bottom Half (2007)
- Ween: The Mollusk (1997)
- Rick Wright: Broken China (1996)
- Younger Brother: Last Days of Gravity (2007)